# Sobra
Sobra est une commune rurale du Mali, chef-lieu d'arrondissement dans le cercle de Siby et la région de Koulikoro, elle a pour chef-lieu la localité de Sandama.

## Villages
La commune s'étend sur 10 localités relevées lors du recensement général de 2009. 
Les villages les plus peuplés sont :
- Sandama (3 363 habitants)
- Sakorodaba (1 697 habitants)
- Massakoloma (1 185 habitants)